# Sibirisches Buntschwein
Das Sibirische Buntschwein (russisch Сибирская черно-пестрая, transkribiert Sibirskaja tscherno-pestraja) ist eine Schweinerasse aus Russland.

## Zuchtgeschichte
Die Rasse wurde aus den bunten Tieren aufgebaut, die beim Zuchtprozess der weißen Rasse Nordsibirisches Schwein ausgesondert wurden.

## Charakteristika
- Farbe schwarz-getigert
- ähnlich der Rasse Nordsibirisches Schwein
- bessere Anpassungsfähigkeit an Kälte und Hitze als diese
- Schinken voll
- Haut rau, faltenlos an Kopf und Beinen
- Beborstung weich und dicht mit Unterwolle

Es existieren 4 Eberlinien und 4 Sauenfamilien.

## Vorkommen
Das Sibirische Buntschwein wird nur in der Oblast Nowosibirsk gehalten. 1980 betrug die Anzahl 2.300 reinrassige Tiere.

## Quelle
- https://www.fao.org/3/ah759e/AH759E10.htm